# Massís de Randa

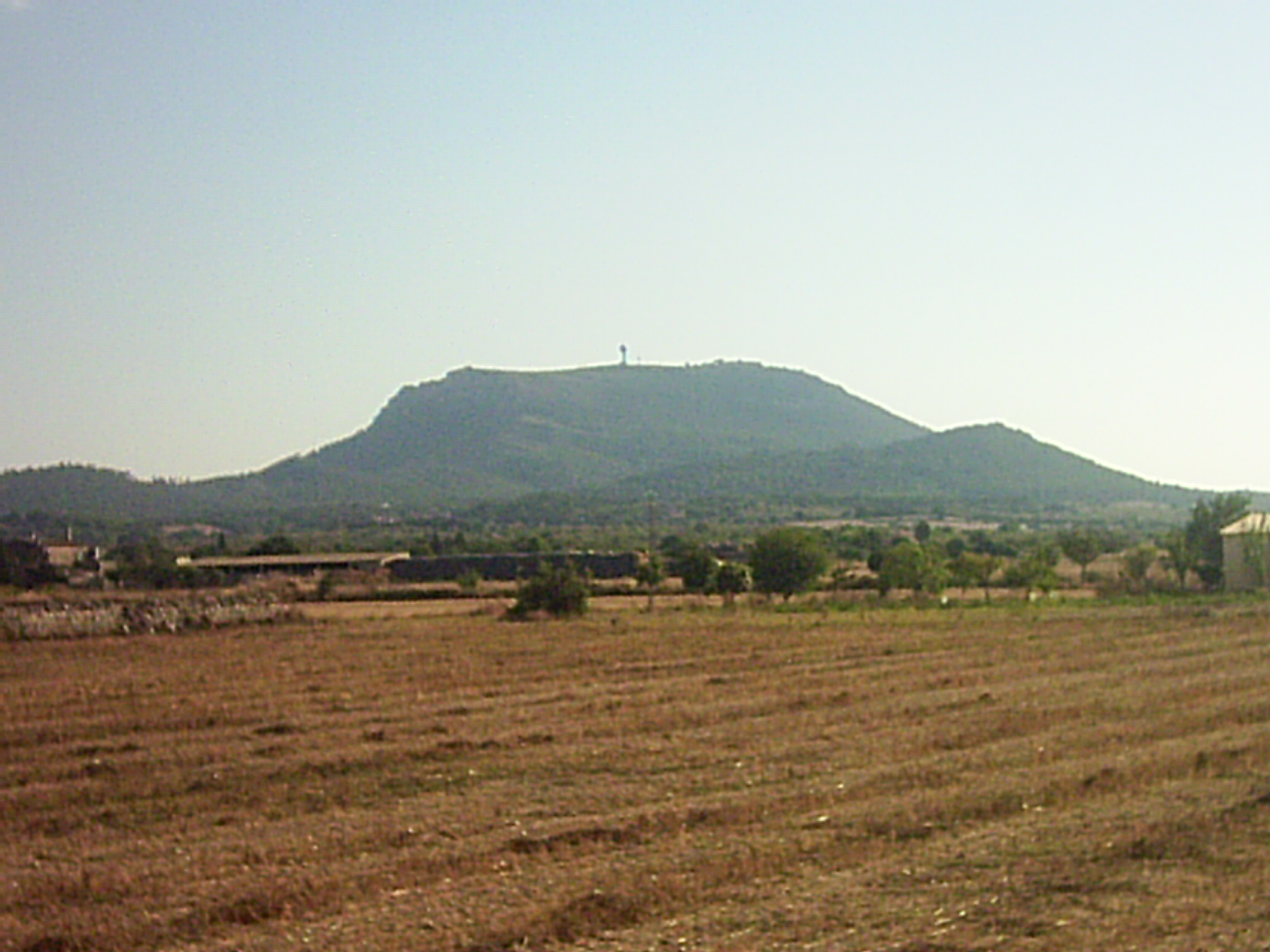
En primer pla el Puig d'en Bord i a darrere el Puig de Randa.

El massís de Randa és un massís muntanyós situat entre les comarques mallorquines del Pla i Migjorn. La major part del massís pertany als termes de Llucmajor i Algaida, encara que també entra dins els de Montuïri i Porreres. La principal elevació és el puig de Randa (543 m), però també hi trobam el puig d'en Ros (501 m), el puig de la Comuna (488 m), el puig de Galdent (420 m), en Claret (377 m), el Puig de ses Bruixes (358 m), s'Escolà (304 m) i es Socorrat (283 m). Aquest massís ocupa una superfície de 3.700 ha.

## Flora i fauna
En els vessants dels cims s'hi troben boscos de pi blanc i restes d'alzinar. En canvi les valls estan cobertes d'ullastre i de zones de conreu d'ametller, d'olivera i de garrofer. Entre la fauna destaquen l'eriçó africà, el liró, la mostela, el pitroig i el corb.

## Etnologia
Les vessants del puig presenten diferents restes d'activitats tradicionals que es realitzaven antigament a la falda de la muntanya. Són comuns els rotlles de sitja a la zona anomenada Camí del Bon Pastor que recorden la producció de carbó d'alzina a la contrada. També són freqüents a la part més baixa els forns de calç.